# José Ramón Alexanko
José Ramón Alexanko Ventosa (Barakaldo, 1956. május 19. –) spanyol válogatott labdarúgó, edző.

## Pályafutása

### Klubcsapatban
Barakaldóban született. Pályafutását 1972-ben az Athletic Bilbao utánpótlásában kezdte. 1976-ban kölcsönadták a közeli Deportivo Alavésnek, amely abban az időben a másodosztályban szerepelt. Az első osztályban 1976 december 12-én mutatkozott be az Athletic Bilbao színeiben egy RCD Espanyol elleni bajnokin. Az 5–2-es hazai győzelemmel zárult találkozón 30 percet kapott. 1977-ben a spanyol kupa és az UEFA-kupa döntőjébe is bejutott csapatával, azonban mindkét finálét elveszítették. Az Athletic Bailbaónál töltött évei alatt együtt játszott José Ángel Iribarral és Javier Iruretával.
1980-ban az Barcelonához igazolt és megnyitotta az utat számos későbbi kiváló baszk labdarúgó előtt, közéjük tartozott: José Mari Bakero, Txiki Begiristain, Ion Andoni Goikoetxea, Julio Salinas és Andoni Zubizarreta. A Barcelonánál töltött tizenhárom szezon alatt négy bajnokságot, négy kupát és három szuperkupát nyert. Az 1988-as kupadöntőben ráadásul az ő góljával verték 1–0-ra a Real Sociedadot. Az 1981–82-es, és az 1988–89-es szezonban a kupagyőztesek Európa-kupáját, illetve az 1991–92-es idényben a bajnokcsapatok Európa-kupáját is sikerült elhódítania csapatával. 37 évesen 1993-ban vonult vissza az aktív játéktól.

### A válogatottban
1978 és 1982 között 34 alkalommal szerepelt a spanyol válogatottban és 4 gólt szerzett. Egy Románia elleni Európa-bajnoki-selejtező alkalmával mutatkozott be 1978. november 15-én, melyet 1–0 arányban megnyertek. Részt vett az 1980-as Európa-bajnokságon és az 1982-es világbajnokságon.

### Edzőként
1997 és 1999 között a román Universitatea Craiova és a Național București csapatait irányította. 2000 és 2002 az FC Barcelonánál Carles Rexach segédedzőjeként dolgozott.

## Sikerei, díjai
Athletic Bilbao
- Spanyol kupa-döntős (1): 1976–77
- UEFA-kupa döntős (1): 1976–77

FC Barcelona
- Spanyol bajnok (4): 1984–85, 1990–91, 1991–92, 1992–93
- Spanyol kupa (4): 1980–81, 1982–83, 1987–88, 1989–90
- Spanyol ligakupa (2): 1982–83, 1985–86
- Spanyol szuperkupa (3): 1983, 1991, 1992
- Kupagyőztesek Európa-kupája (2): 1981–82, 1988–89
- Bajnokcsapatok Európa-kupája (1): 1991–92
- UEFA-szuperkupa (1): 1992

## Külső hivatkozások
- José Ramón Alexanko adatlapja a National-Football-Teams.com oldalon (angolul)

- José Ramón Alexanko (angol nyelven). FootballDatabase.eu
- José Ramón Alexanko (angol nyelven). eu-football.info
- José Ramón Alexanko (angol, katalán, spanyol nyelven). BDFutbol.com
- José Ramón Alexanko adatlapja a worldfootball.net oldalon (angolul)